# نان کشمشی
نان کشمشی یک شیرینی ایرانی است. آن را با آرد روغن شکر وانیل و تخم مرغ درست می‌کنند.